# Canal D
Pour les articles homonymes, voir Canal D (homonymie).
Canal D est une chaîne de télévision québécoise spécialisée appartenant à Bell Media lancée le 1er janvier 1995. Elle diffuse des documentaires sur la criminalistique, les enquêtes, les phénomènes de société, le monde animalier et l'environnement, les personnalités québécoises, les sports, les biographies, les sciences, le paranormal, ainsi que la réalité des Premières Nations.

## Histoire
Le 6 juin 1994, Premier Choix: TVEC (filiale d'Astral Media) a obtenu une licence de diffusion du CRTC pour la chaîne Arts et Divertissement (A&D). Inspiré du modèle américain A&E Network, sa programmation est axée sur quatre pôles principaux : documentaires, films, séries dramatiques et les arts de la scène.
La chaîne fut lancée le 1er janvier 1995 sous le nom de Canal D, d'abord sans pauses publicitaires, qui ont été ajoutées en septembre 1998.
Le 30 octobre 2006, Canal D a lancé une version haute définition de la chaîne.
Le 16 mars 2012, Bell Canada (BCE) annonce son intention de faire l'acquisition d'Astral Média, incluant Canal D, pour 3,38 milliards de dollars. La transaction a été refusée par le CRTC. Bell Canada a alors déposé une nouvelle demande le 4 mars 2013, qui a été approuvée le 27 juin 2013.
En 2021, Canal D est intégré au site Noovo.ca, où ses émissions peuvent être visionnées.

### Identité visuelle (logo)

Logo utilisé jusqu'à l'automne 2009
Logo utilisé jusqu'à l'automne 2009 en Haute Définition
Logo utilisé jusqu'en août 2014
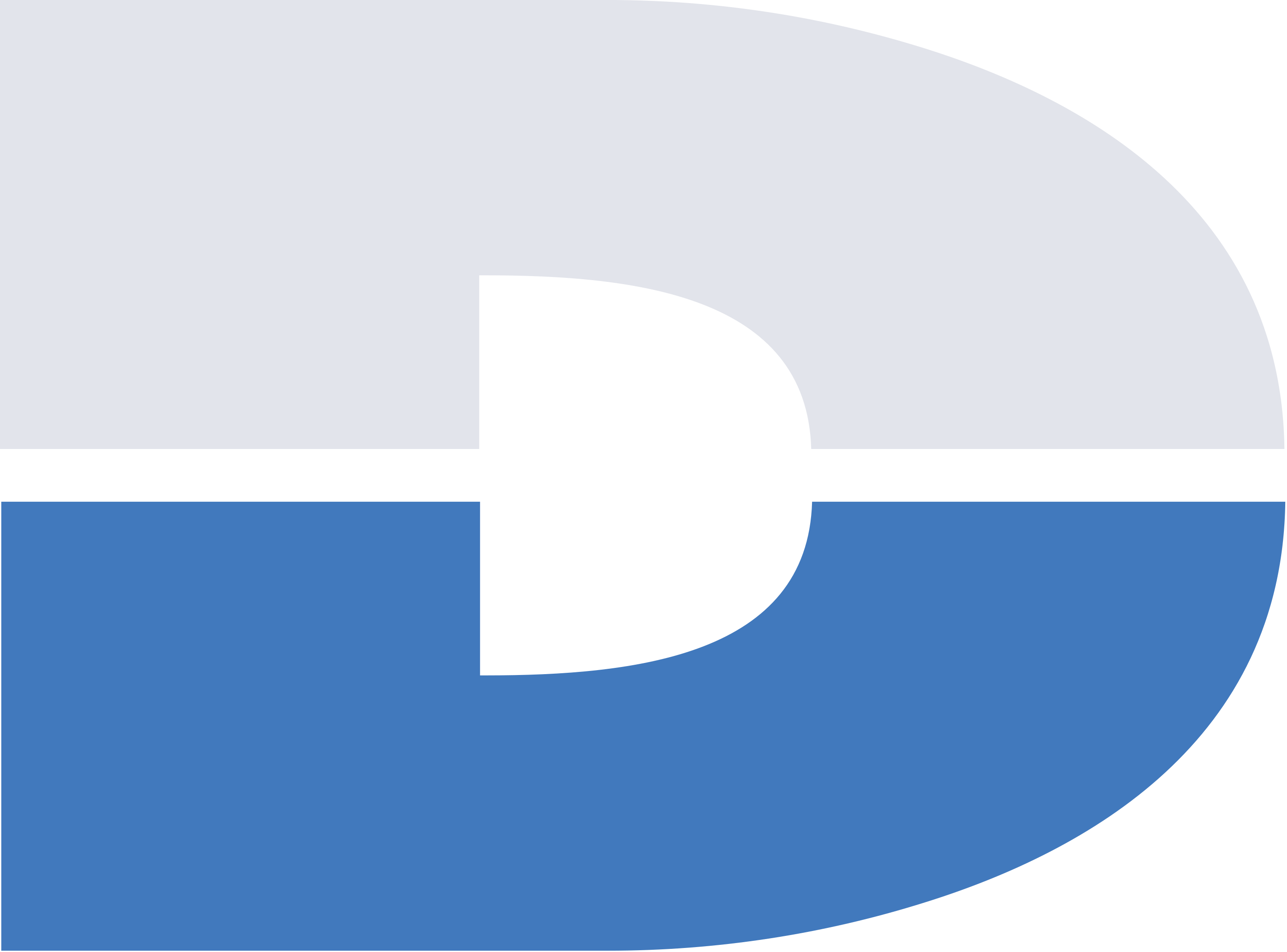
Logo actuel

### Canal D HD
Le 30 octobre 2006, la chaîne Canal D lance sa programmation en haute définition. Au lancement selon Astral, plus de 30 % de la programmation est disponible en HD, pourcentage qui a augmenté depuis.

## Programmation
Avant 2010
- Amicalement vôtre
- Le Saint
- Cosmos 1999
- Preuve à l'appui
- L'Homme à la valise
- Le Baron
- 100 farces
- Alliance meurtrière
- Anna Nicole Smith (émission)
- Au-delà du Réal
- Autopsie (émission)
- Belle et Dangereuse
- Biographie (émission)
- Biographies (émission)
- Caméra tout-terrain
- Caraïbes (émission)
- Complètement fou!
- Contact animal
- Crimes passionnels
- Criminels
- Cruauté animale
- Culture du X
- Destruction express
- Docu-D
- Dossiers FBI
- Drôle de monde
- Enfants médiums
- Exploration rivières
- Fallait y penser!
- Fous du risque
- Génies du crime
- Hantise (série télévisée)
- Héros de la peur
- Histoires de crimes
- Humour mental
- Images-chocs
- La grande migration du gnou
- La violence dans le sport
- La vraie nature de… Claudine Mercier
- Le dernier combattant
- Le Grand Rire 2004
- Les Arnaqueurs
- Les fourmis attaquent
- Les grands travaux
- Les Procureurs
- Les Rescapés
- Manifestes en série
- MAYDAY
- Mythes urbains
- Paradis perdu (émission)
- Parco détective privé
- Police de l'air
- Preuves à l'appui
- Pris au piège (émission)
- S.O.S. Nouveauté
- Témoins de l'étrange
- Traque au prédateur
- Un tueur si proche
- Université de l'étrange
- Vidéo patrouille
- Webdreams

Années 2010
- Face au danger
- Comme à la guerre
- Alliance meurtrière
- Autopsie (émission)
- Agressions Animales
- Alaska:La ruée vers l'or
- Billy l'exterminateur
- Biographies (émission)
- Bizarre ou Quoi?
- Ça bouge en grand
- Contact animal
- C'est incroyable!
- Destruction express
- Docu-D
- Destination Cauchemar
- Enquêtes FBI
- Fallu plaisante!
- Fantôme chez les stars
- Grand rire a Paris
- Grand rire de Québec
- Hantise (série télévisée)
- Héros de la peur
- Histoire Choc
- Histoires de crimes
- Homicides
- Images-chocs
- Jeux mortels
- La Guerre des enchères
- La Révolution des inventions
- Le Clash des continents
- Le Convoi de l'extrême
- Les capitaines crochet
- MAYDAY
- Mythes urbains
- Mes classiques en public
- Clémence DesRochers
- Opération Fantômes
- Paradis Perdu
- Paranimal
- Parasites
- Prises Mortelles
- Rien de personnel
- Scénarios Catastrophes
- Scènes de crime
- Fallu Plaisante
- Toujours Vivant!
- Un tueur si proche
- Victimes
- Vies Parallèles

Années 2020
- Madame Lebrun
- Le dernier vol de Raymond Boulanger
- Cauchemar sur l’autoroute
- Panique sur la 401
- 60 jours en prison
- Sur ta rue
- Phénomènes vus de l’espace
- Craindre son voisin
- Fermont
- Éboueurs
- Montréal sous surveillance
- Enquêtes incendies
- Présumé innocent : l'affaire Michelle Perron
- J'ai une question
- La Détresse au bout du rang
- Résistance : la police face au mur
- CHSLD, mon amour
- Premier contact
- Alaska la ruée vers l’or
- Vie de chantier
- Mayday
- En pleine tempête
- Un tueur si proche
- La Guerre des enchères